# Joosia obtusa
Joosia obtusa är en måreväxtart som beskrevs av Bengt Lennart Andersson. Joosia obtusa ingår i släktet Joosia och familjen måreväxter. IUCN kategoriserar arten globalt som nära hotad. Inga underarter finns listade i Catalogue of Life.